# Olaf Heukrodt
Olaf Heukrodt (ur. 23 stycznia 1962 w Magdeburgu) – niemiecki kajakarz kanadyjkarz, wielokrotny medalista olimpijski.
Urodził się w NRD i do zjednoczenia Niemiec startował w barwach tego kraju. Na igrzyskach debiutował w 1980 w Moskwie. Miał wówczas 18 lat i wywalczył dwa medale. Nie mógł wystartować w 1984 – większość państw bloku wschodniego zbojkotowała igrzyska olimpijskie w Los Angeles. W Seulu wywalczył jedyne w karierze złoto olimpijskie – w jedynce, na dystansie 500 metrów wyprzedzając reprezentującego ZSRR Michała Śliwińskiego. Ostatni medal olimpijski – brązowy – zdobył w tej samej konkurencji, już w barwach zjednoczonych Niemiec. Zdobywał medale mistrzostw świata, był m.in. w jedynce pięć razy najlepszy w swojej koronnej konkurencji 500 metrów (1981, 1982, 1985, 1986 i 1987).